# Peperomia comarapana
Peperomia comarapana är en pepparväxtart som beskrevs av C. Dc.. Peperomia comarapana ingår i släktet peperomior, och familjen pepparväxter. Utöver nominatformen finns också underarten P. c. pubescens.